# 王守彬
王守彬（1947年—），汉族，辽宁大石桥人，中共党员，中华人民共和国企业家。
毕业于辽宁省委党校经济管理专业，曾担任营口青花耐火材料集团董事长兼总经理，是第八届、九届、十届、十一届、十二届全国人大代表。2016年9月因涉嫌拉票贿选被确定当选无效。